# پولیتیک اترانژر
سیاست خارجی (به فرانسوی: Politique étrangère)  قدیمی‌ترین نشریه فرانسوی در زمینه روابط بین‌الملل است. این نشریه، که در سال ۱۹۳۶ توسط مرکز مطالعات سیاست خارجی (به فرانسوی: Centre d’études de politique étrangère) پایه‌گذاری شده بود، با افتتاح انستیتوی فرانسوی روابط بین‌المللی (IFRI, Institut français de relations internationales) در سال ۱۹۷۹، تحت سرپرستی آن واقع شده مجدداً منتشر گردید.
این نشریه محل تبادل نظر و مناظرات دربارهٔ مسائل زمین بوده، نخستین وسیله در جهت پخش، انتشار، تجزیه و تحلیل مسائل خارجی به زبان فرانسوی می‌باشد. قسمت مهمی از آن به اخبار مربوط به انتشارات مختلف درباب روابط بین‌المللی به زبان فرانسوی یا زبان‌های خارجی اختصاص دارد.
ازجمله نویسندگانی که در نشریه سیاست خارجی به انتشار مقالات خود پرداخته‌اند می‌توان از رِمُون آَرون، آندره بُفر، ژَک بِرک، هنری کسینجر، کلُود لِویسترُس، لوئی مسینیون و ژان پل سارتر نام برد.

## هیأت تحریریه
- مدیر نشریه: تیری دُمُنبریال Thierry de Montbrial
- مدیر هیأت تحریریه:  Dominique David
- معاون مدیر هیأت تحریریه:   Marc Hecker
- اعضای هیأت تحریریه: Denis Bauchard, Bernard Cazes, Étienne de Durand, Thomas Gomart, Jolyon Howorth, Ethan Kapstein, Jean Klein, Jacques Mistral, Khadija Mohsen-Finan, Dominique Moïsi, Philippe Moreau Defarges, Eliane Mossé, Françoise Nicolas, Valérie Niquet, Hans Stark.
- هیأت علمی: Thierry de Montbrial, Hélène Carrère d’Encausse, Jean-Claude Casanova, Dominique Chevallier, Gérard Conac, Jean-Luc Domenach, Jean-Marie Guéhenno, François Heisbourg, Jacques Lesourne, Jean-Pierre Rioux, Pierre Rosanvallon, Olivier Roy, Jacques Rupnik, Georges-Henri Soutou, Maurice Vaïsse, Alain Vernay.